# 2019年イギリス保守党党首選挙
2019年イギリス保守党党首選挙（英語: Conservative Party (UK) leadership election, 2019）は、2019年6月から7月にかけて行われたイギリス保守党の党首を決める選挙である。投票の結果、ボリス・ジョンソン前外相が選出された。

## 背景

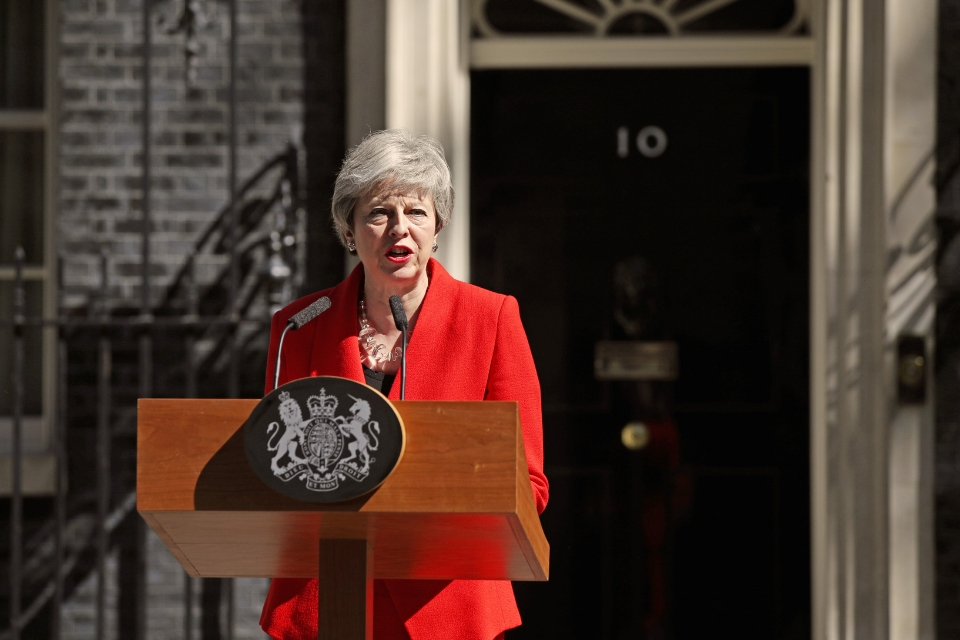
保守党党首からの辞任を表明するメイ首相（2019年5月24日、ダウニング街10番地前にて）

2016年のイギリスの欧州連合離脱是非を問う国民投票の結果を受けて同国は2019年3月27日にEUから離脱する予定であったが、アイルランドとの国境管理問題からEUとの関税同盟には残るなど穏健な離脱を目指すテリーザ・メイ党首（首相）と、完全な離脱を目指す保守党内の強硬派との対立が解けず、下院議会は予定の期限までに離脱規定を可決することに失敗し続けた。メイ首相は労働党との協議に活路を求めたがこれもうまくゆかず、再度の国民投票実施の可能性に言及したため保守党内の求心力を失い、5月24日に党首辞任を表明し、6月7日に退いた。本件はこれに伴い実施される保守党党首選挙である。

## 選挙の概要
候補の乱立防止のため、立候補に必要な推薦人の下院議員を従来の2人から8人に増やした。6月10日に受付が締め切られた。
6月13日の第1回議員投票では最低16人、6月18日の第2回議員投票では最低32人の支持者を集めないと次の投票に進めない。
議員投票は6月13日、18日、19日、20日に行われて最終的に2人まで絞られ、6月22日より保守党党員約16万人による郵便投票が行われる。結果は7月23日に発表された。

## 立候補者
以下の10人が立候補した。各投票のうち、太字は得票数1位。
| 氏名                   | 肖像 | 肩書             | 議員投票 1回目 | 議員投票 2回目 | 議員投票 3回目 | 議員投票 4回目 | 議員投票 5回目 | 党員投票   |
| ---------------------- | ---- | ---------------- | -------------- | -------------- | -------------- | -------------- | -------------- | ---------- |
| マイケル・ゴーヴ       |      | 環境相           | 37             | 41             | 51             | 61             | 75（脱落）     | （不参加） |
| マット・ハンコック     |      | 保健相           | 20（辞退）     | （不参加）     | （不参加）     | （不参加）     | （不参加）     | （不参加） |
| マーク・ハーパー       |      | 前下院院内幹事長 | 10（脱落）     | （不参加）     | （不参加）     | （不参加）     | （不参加）     | （不参加） |
| ジェレミー・ハント     |      | 外相             | 43             | 46             | 54             | 59             | 77             | 46,656     |
| サジド・ジャヴィド     |      | 内相             | 23             | 33             | 38             | 34（脱落）     | （不参加）     | （不参加） |
| ボリス・ジョンソン     |      | 前外相           | 114            | 126            | 143            | 157            | 160            | 92,153     |
| アンドレア・レッドサム |      | 前下院院内総務   | 11（脱落）     | （不参加）     | （不参加）     | （不参加）     | （不参加）     | （不参加） |
| エスター・マクヴェイ   |      | 前雇用・年金相   | 9（脱落）      | （不参加）     | （不参加）     | （不参加）     | （不参加）     | （不参加） |
| ドミニク・ラーブ       |      | 前EU離脱相       | 37             | 30（脱落）     | （不参加）     | （不参加）     | （不参加）     | （不参加） |
| ローリー・スチュワート |      | 国際開発相       | 19             | 37             | 27（脱落）     | （不参加）     | （不参加）     | （不参加） |

### 立候補を断念した人物
- サム・ジーマー（英語版）前閣外相 - 立候補期限までに支持が固められないとして断念。

## 進行
5回の議員投票すべて、離脱強硬派のボリス・ジョンソン前外相が1位を獲得した。

### 第1回議員投票
6月13日に行われ、アンドレア・レッドサム前下院院内総務、マーク・ハーパー前下院院内幹事長、エスター・マクヴェイ前雇用・年金相は17票に満たず、ここで脱落した。また、翌14日には7人中6位のマット・ハンコック保健相も撤退を表明した。

### 第2回議員投票
6月18日に行われ、ドミニク・ラーブ前EU離脱相は30票にとどまり、ここで脱落した。

### 第3回議員投票
6月18日に行われ、ローリー・スチュワート国際開発相が27票にとどまり最下位で脱落。

### 第4回議員投票
6月20日に行われ、サジド・ジャヴィド内相が34票にとどまり最下位で脱落。

### 第5回議員投票
第4回議員投票の直後、6月20日に行われ、ジェレミー・ハント外相が僅差でマイケル・ゴーヴ環境相を下し決選投票に進出した。

### 党員投票
6月22日より郵便投票が開始され、7月23日に結果が発表された。9万2153票を獲得したボリス・ジョンソン前外相が4万6656票のジェレミー・ハント外相を下し、新党首に選出された。